# Gornje Stravče
Gornje Stravče (en serbe cyrillique : Горње Стравче) est un village de l'est du Monténégro, dans la municipalité de Podgorica.

## Démographie

### Évolution historique de la population
| 1948 | 1953 | 1961 | 1971 | 1981 | 1991 | 2003 |
| ---- | ---- | ---- | ---- | ---- | ---- | ---- |
| 62   | 92   | 82   | 53   | 37   | 24   | 10   |